# Ивановский район (Приморский край)
Ивановский район — упразднённая административно-территориальная единица в составе Дальневосточного и Приморского краёв, существовавшая в 1926—1963 годах. Административный центр — село Ивановка.

## Население
По данным переписи 1939 года в Ивановском районе проживало 8079 чел., в том числе русские — 78,7 %, украинцы — 17,1 %, немцы — 2,3 %. По данным переписи 1959 года в Ивановском районе проживало 14 157 чел.

## История
Ивановский район был образован 4 января 1926 года в составе Владивостокского округа Дальневосточного края. С сентября 1930 находился в прямом подчинении Дальневосточного края, с 20 октября 1932 — в составе Приморской области Дальневосточного края, с 25 июля 1934 — в составе Уссурийской области Дальневосточного края, с 20 октября 1938 — в составе Уссурийской области Приморского края, с 18 сентября 1943 — в прямом подчинении Приморского края.
По данным 1940 и 1945 годов район включал 9 сельсоветов: Абражеевский, Ивановский, Кленовский, Лефицский, Николаевский, Сандуганский, Снегуровский, Тарасовский и Ширяевский.
1 февраля 1963 года Ивановский район был упразднён, а его территория передана в Уссурийский район.